# 小笠原幸
小笠原 幸（おがさわら みゆき、1931年（昭和6年）7月30日 - 2011年（平成23年）10月21日）は、日本の政治家。初代阿波市長（1期）。

## 経歴
徳島県出身。徳島県立阿波高等学校卒業。旧市場町議員を6年務め、助役を経て、1999年（平成11年）に市場町長に初当選し2期務めた。
その後、市場町が合併により阿波市となり、2005年（平成17年）に市長選に出馬に当選。初代阿波市長として2009年（平成21年）まで務めた。2010年（平成22年）、旭日小綬章を受章。
2011年（平成23年）10月21日、クモ膜下出血のため吉野川市の病院で死去、80歳。死没日をもって正五位に叙される。